# Вахдат
Вахда́т (до 1936 года — Янгибазар, до 1992 года — Орджоникидзеаба́д, до 2003 года — Кофарнихо́н; тадж. Ваҳдат) — город (с 1965) в Таджикистане. Административный центр Вахдатского района, наделённый статусом города республиканского подчинения.

## География
Расположен в 19 км от Душанбе в Гиссарской долине на реке Кафирниган, в устье Ромитского ущелья, на высоте около 870 метров над уровнем моря.

## История
Современный город возник в 1927 году как сельский населенный пункт Янгибазар (с узб.: «новый базар»). 17 сентября 1927 года Янгибазар стал административным центром Янгибазарского района в составе Таджикской АССР.
В 1936 году посёлок Янгибазар переименован в Орджоникидзеабад (в честь видного советского государственного деятеля Серго Орджоникидзе.
В 1965 году Орджоникидзеабад получил статус города.
Постановлением Верховного Совета Таджикской ССР № 476 от 25 декабря 1991 года город переименован в Кофарнихон (Кафирниган; в основе тадж. кофурниҳон — «камфароносная река») по названию реки, на которой он расположен.
Постановлением Маджлиси Милли Маджлиси Оли Республики Таджикистан № 389 от 7 апреля 2003 года переименован в Вахдат.

## Население
Численность собственно города Вахдата по оценке на 1 января 2022 года составляет 54 400. Общая численность Вахдатского района, имеющего статус городского поселения республиканского подчинения, на 1 января 2019 года составляет 336 900 жителей, при этом городские поселения насчитывают 55 500 человек.
| Численность населения | Численность населения | Численность населения | Численность населения | Численность населения | Численность населения | Численность населения | Численность населения |
| 1939                  | 2003                  | 2004                  | 2005                  | 2006                  | 2007                  | 2008                  | 2009                  |
| --------------------- | --------------------- | --------------------- | --------------------- | --------------------- | --------------------- | --------------------- | --------------------- |
| 4701                  | ↗46 900               | ↗47 200               | ↗47 800               | ↗48 400               | ↗49 100               | ↗49 200               | ↘43 200               |
| 2019                  | 2020                  | 2021                  | 2022                  |                       |                       |                       |                       |
| ↘42 800               | ↗43 200               | ↗53 300               | ↗54400                |                       |                       |                       |                       |

## Промышленность
Заводы и фабрики:
- хлопкоочистительный
- керамзитовый
- ремонтно-механический
- металлоизделий
- кирпичный
- домостроительный комбинат
- мелькомбинат
- мебельная фабрика
- бройлерная фабрика
- комбинат шелководства

## Образовательные учреждения
- Статистический колледж
- Медицинский колледж
- Профессионально-техническое училище № 45
- Общеобразовательных школ — 151
- Дошкольных учреждений — 5
- Лицей для одаренных детей — 1
- Музыкальная школа — 1